# Kamendaka annulata
Kamendaka annulata är en insektsart som beskrevs av Yang och Wu 1993. Kamendaka annulata ingår i släktet Kamendaka och familjen Derbidae. Inga underarter finns listade i Catalogue of Life.